# Rusi Petrov
Rusi Petrov (en búlgaro: Руси Петров; Krushevets, Bulgaria; 26 de abril de 1944 – Burgas, Bulgaria; 20 de agosto de 2023) fue un luchador amater búlgaro que participó en los Juegos Olímpicos y fue campeón mundial en una ocasión.

## Carrera

### Juegos Olímpicos
Participó en los Juegos Olímpicos de Múnich 1972 en la categoría de -90kg donde en primera ronda venció a Ronald Grinstead de Reino Unido, en la segunda ronda eliminó a Mehmet Güçlü de Turquía, en la tercera ronda elimina a Michel Grangier de Francia, pierde en la cuarta ronda ante Günter Spindler de Alemania Oriental y en la sexta ronda pierde ante Ben Peterson de Estados Unidos, finalizando en la cuarta posición.

### Campeonato Mundial
Participa por primera vez en el Campeonato Mundial de Lucha de 1969 donde gana la medalla de plata luego de perder la final ante Boris Gurevich de la Unión Soviética. Luego ganó la medalla de oro en el Campeonato Mundial de Lucha de 1971 en la categoría de -90kg venciendo en la final a Paweł Kurczewski de Polonia.